# 千葉県道27号茂原大多喜線

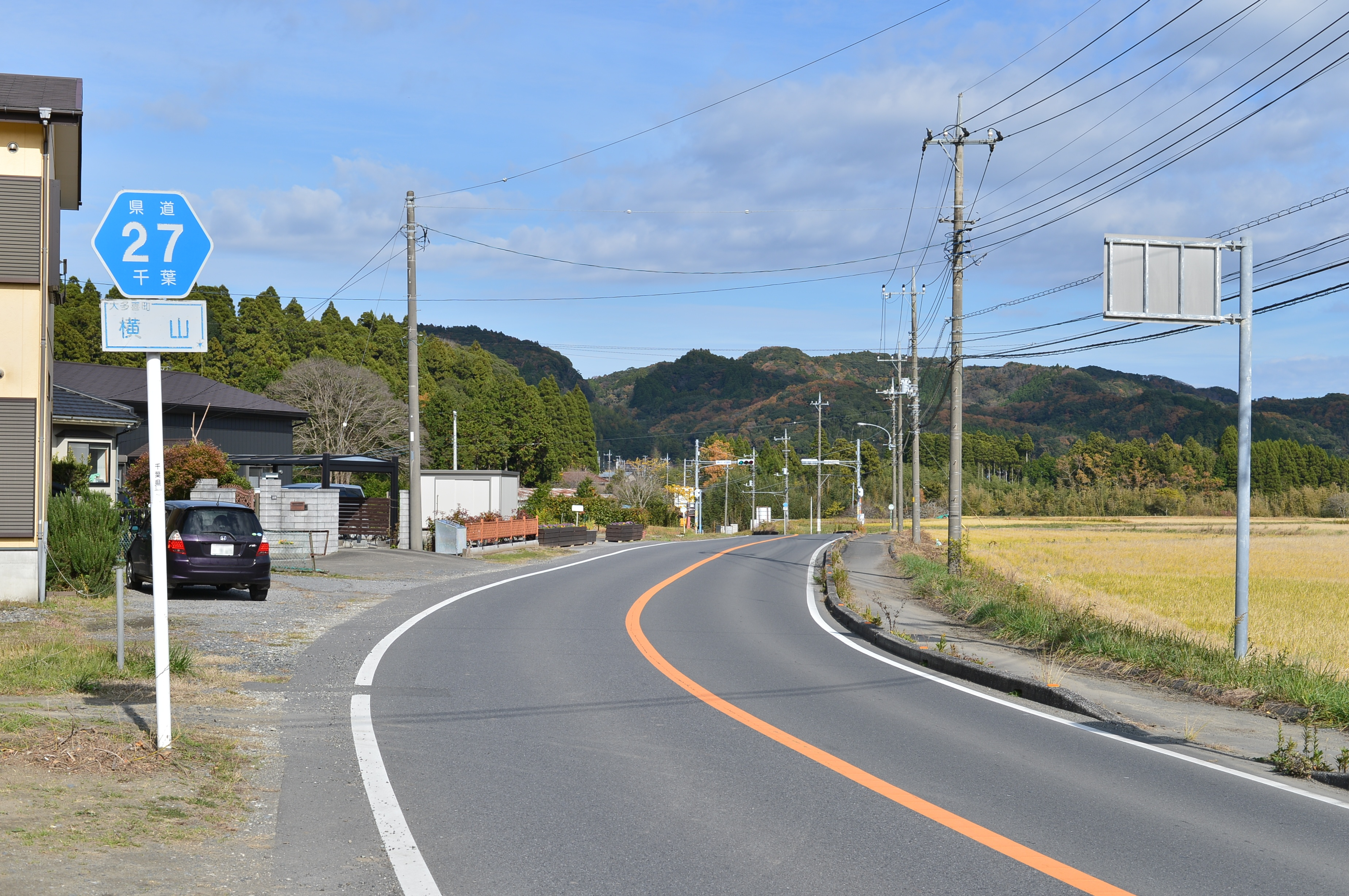
千葉県道27号茂原大多喜線
大多喜町横山（2015年12月）

千葉県道27号茂原大多喜線（ちばけんどう27ごう もばらおおたきせん）は、千葉県茂原市の国道128号との交点である「茂原市茂原」交差点を起点とし、千葉県長生郡長南町を経て、千葉県夷隅郡大多喜町の国道297号との交点である「横山」交差点を終点とする主要地方道である。

## 路線データ
- 起点：千葉県茂原市「茂原市茂原」交差点（国道128号交点）
- 終点：千葉県夷隅郡大多喜町「横山」交差点（国道297号交点）
- 総延長：*.* km（市原土木事務所管内：*.* km、長生土木事務所管内：*.* km、夷隅土木事務所管内：3.518 km[1]）
- 重用延長：*.* km（市原土木事務所管内：*.* km、長生土木事務所管内：*.* km、夷隅土木事務所管内：0.047 km）
- 実延長：*.* km（市原土木事務所管内：*.* km、長生土木事務所管内：13.197 km[2]、夷隅土木事務所管内：3.471 km[1]）

## 通過する自治体
- 千葉県
  - 茂原市
  - 長生郡長南町
  - 夷隅郡大多喜町

## 接続するおもな道路
- 国道128号（起点）
- 国道297号（終点）